# Comuna de Kobierzyce
Kobierzyce (polaco: Gmina Kobierzyce) é uma gminy (comuna) na Polónia, na voivodia de Baixa Silésia e no condado de Wrocławski.
De acordo com os censos de 2004, a comuna tem 12 814 habitantes, com uma densidade 85,9 hab/km².

## Área
Estende-se por uma área de 149,11 km², incluindo:
- área agricola: 86%
- área florestal: 3%

## Demografia
Dados de 30 de Junho 2004:
|                      | Total   | Total | Mulheres | Mulheres | Homens  | Homens |
| -------------------- | ------- | ----- | -------- | -------- | ------- | ------ |
|                      | pessoas | %     | pessoas  | %        | pessoas | %      |
| População            | 12 814  | 100   | 6549     | 51,1     | 6265    | 48,9   |
| Densidade (pop./km²) | 85,9    | 100   | 43,9     | 43,9     | 42      | 42     |

De acordo com dados de 2002, o rendimento médio per capita ascendia a 2685,6 zł.

## Subdivisões
- Bąki, Bielany Wrocławskie, Biskupice Podgórne, Budziszów, Chrzanów-Magnice, Cieszyce, Dobkowice, Domasław, Damianowice, Jaszowice, Kobierzyce, Królikowice-Nowiny, Krzyżowice, Księginice, Kuklice, Małuszów, Owsianka, Pełczyce, Pustków Wilczkowski, Pustków Żurawski, Rolantowice, Solna, Ślęza, Szczepankowice, Tyniec Mały, Tyniec nad Ślęzą, Wysoka, Wierzbice, Żerniki Małe-Racławice Wielkie, Żurawice

## Comunas vizinhas
- Borów, Jordanów Śląski, Kąty Wrocławskie, Sobótka, Święta Katarzyna, Wrocław, Żórawina